# Kecamatan Poso Pesisir
Kecamatan Poso Pesisir är ett distrikt i Indonesien.   Det ligger i provinsen Sulawesi Tengah, i den centrala delen av landet, 1 600 km öster om huvudstaden Jakarta.